# Lophocolea divaricata
Lophocolea divaricata là một loài Rêu trong họ Lophocoleaceae. Loài này được Hook. f. & Taylor mô tả khoa học đầu tiên năm 1846.